# Nicole Row
Nicole Sue Row (Fresno, 30 giugno 1991) è una musicista, cantante e cantautrice statunitense.
Bassista degli Incubus, è stata il quarto bassista del gruppo rock americano Panic! at the Disco dal 2018 fino al loro scioglimento nel 2023.

## Biografia
Dopo piccole esperienze musicali indipendenti, il 19 marzo 2018, a Cleveland, Ohio, la band ha annunciato che Row sarebbe stata la nuova bassista in tournée dopo la partenza di Dallon Weekes il 27 dicembre 2017. Nel maggio 2023, dopo la rottura della band, Row è diventata il bassista degli Incubus..

## Discografia
- Pray for the Wicked (2018)
- Viva Las Vengeance (2022)